# بهروز فروتن
بهروز فروتن (۱۳۲۴ در - امیریه تهران) کارآفرین و بنیانگذار شرکت بهروز است.
وی بیش از ۴۰۰ لوح و تندیس افتخار داخلی و بین‌المللی دریافت کرده، نخستین سفیر یونیسف در ایران بوده و در سال ۱۳۸۴ به‌عنوان قهرمان قهرمانان صنعت غذایی انتخاب و تمبر یادبودی نیز به همین مناسبت در ایران منتشر شده است. وی همکار سازمان ملی استاندارد ایران و بیش از ۹ کنگره ملی صنایع غذایی دایر نموده، مشاور عالی خانه صنعت و معدن، عضو کمیسیون کار و اخلاق اجتماعی اتاق ایران، عضو مجمع خیرین دانشگاه فنی حرفه ای و دانشگاه تهران و دانشگاه شریف، نخستین پایه‌گذار مرکز تحقیقات غذایی ایران و همچنین عضو شورای صنایع غذایی کشور است. از وی به‌عنوان کارآفرین نمونه کشور ده‌ها سخنرانی و مصاحبه در نشریات مختلف ایران موجود است. همچنین وی نویسنده چندین کتاب منجمله کتاب همیشه برخاستن و کارآفرینی است که در دانشگاه‌ها مورد استفاده قرار می‌گیرد. فروتن در بیش از ۳۰۰ کنفرانس داخلی و بین‌المللی حضور داشته و به سخنرانی پرداخته است. وی به دلیل تلاش برای کاهش بحرانی بیکاری در ایران توسط رؤسای جمهوری وقت ایران از جمله هاشمی رفسنجانی، سید محمد خاتمی، محمود احمدی‌نژاد و حسن روحانی مورد تقدیر قرار گرفته است.
فروتن تا سال ۱۳۹۰ برای بیش از ۱۵۰۰ نفر در ایران ایجاد شغل کرد و اکنون به صورت داوطلبانه به تولید و آموزش در مناطق جنوب تهران مشغول است و در نشست‌های تخصصی به آموزش مهارت‌های کارآفرینی برای جوانان مشغول است.
او هم‌اکنون به‌عنوان استاد افتخاری در بسیاری کارگاه‌های آموزشی، دانشگاه‌ها و سمینارها تدریس می‌کند.